# Mark van den Boogaart
Mark van den Boogaart (Róterdam, 3 de septiembre de 1985), más conocido como van den Boogaart, es un exfutbolista neerlandés que se desempeñaba como centrocampista.

## Carrera
Tras diez años en la cantera del Feyernoord pasó a formar parte de la cantera del Sevilla F.C.. En el filial sevillista jugó un total de 25 partidos entre el Sevilla F.C. "C" y el Sevilla Atlético. En enero de 2007 es cedido al FC Dordrecht donde jugó tres partidos en total.
Volvió a Países Bajos para jugar con el NEC Nijmegen.
Tras su segunda etapa en los Países Bajos, vuelve a España de la mano del Real Murcia de Segunda División.
Tras una temporada en el club pimentonero ficha por el BVV Barendrecht neerlandés.
Militó en el Rijnsburgse Boys entre 2012 y 2015.

## Clubes
| Club                  | País         | Año       |
| --------------------- | ------------ | --------- |
| Feyenoord de Róterdam | Países Bajos | 2004-2005 |
| Sevilla F.C. "C"      | España       | 2005-2006 |
| Sevilla Atlético      | España       | 2006-2007 |
| FC Dordrecht (Cedido) | Países Bajos | 2007      |
| NEC Nijmegen          | Países Bajos | 2007-2009 |
| Real Murcia           | España       | 2009-2010 |
| BVV Barendrecht       | Países Bajos | 2010-2012 |
| Rijnsburgse Boys      | Países Bajos | 2012-2015 |
| Amsterdamsche F.C.    | Países Bajos | 2015-2018 |